# Phẫu thuật thùy não
Phẫu thuật thùy não (tiếng Anh: lobotomy) là một kiểu phẫu thuật thần kinh, một liệu pháp chữa trị bệnh tâm thần bằng cách can thiệp vào khu vực vỏ não trước trán.